# シー・ミー・フィール・ミー
「シー・ミー・フィール・ミー」（See Me, Feel Me）は、イギリスのロックバンド、ザ・フーの楽曲。1970年にシングルリリースされた。作詞・作曲はピート・タウンゼント。初出は1969年発表のアルバム『トミー』。

## 解説
史上初のロック・オペラ・アルバム『トミー』の最後を飾る曲。ある種の宗教団体の主導者のように崇められたトミーが、信者から反発され、全てを失い孤独になったところでこの曲が歌われるが、彼がその後どうなったかは一切示されておらず、各リスナーの解釈に委ねている。
アルバムでは「俺達はしないよ」という曲の後半部であり単独の曲としてはクレジットされていないが、シングル化の際に歌い出しの部分の歌詞をタイトルにし、単独の曲として扱われるようになった。2003年リリースのデラックス・エディションでは、「俺達はしないよ」と切り離してクレジットされたが、2013年リリースのスーパー・デラックス・エディションでは再び「俺達はしないよ」の中に内包される形になっている。なお、1996年のリマスター版以降、フェードアウトが遅くなり、その分演奏時間が若干長くなった。

## コンサート・パフォーマンス
ザ・フーはアルバム『トミー』発表後の1969年から1970年にかけてのツアーで、そのほぼ全曲をノンストップで再現し、この曲も全てのコンサートで演奏した。このツアー中に出演したウッドストック・フェスティバルでの演奏は、映画『ウッドストック/愛と平和と音楽の三日間』に収められた。
「トミー・ツアー」が終了した後も、この曲は「ピンボールの魔術師」、「スパークス」等と共にコンサートのレパートリーに残った。2000年以降のコンサートでは、ラストに演奏される事が多くなっている。2012年ロンドンオリンピックの閉会式でも演奏された。